# Lénai oszlopok
A lénai oszlopok (oroszul: Ленские столбы) Oroszországban, Jakutföldön, a Léna középső szakasza mentén található sziklaoszlopok és a körülöttük kialakított natúrpark – Lénai Oszlopok Természeti Park – közös neve. 
Eredetileg csak a folyam partján több tíz kilométeren át húzódó sziklaoszlopok összefoglaló neve volt. A látványos, változatos formájú sziklák magassága helyenként a száz métert is eléri. A térség egy jóval nagyobb területét Jakutföld vezetése 1995-ben nyilvánította természeti parkká és azt a lénai oszlopokról nevezte el. A park egyik célja az ökoturizmus fejlesztése, és fő vonzerejét jelentik a Léna fölött emelkedő különleges természeti képződmények.
A Lénai Oszlopok Természeti Parkot 2012. július 2-án fölvették az UNESCO Világörökség listájára. Ez Oroszország tizedikként fölvett természeti világörökségi helyszíne.

## Fekvése, domborzata
A natúrpark két részből áll: legnagyobb része a Léna és jobb oldali mellékfolyója, a Buotama közén terül el, másik része a bal parton, a Lénába északnyugat felől torkolló Szinyaja folyó alsó szakaszának völgyét foglalja magában. A Lénáéhoz hasonló sziklaoszlopok sorakoznak a Szinyaja mentén is. A natúrpark területe 485 000 ha.
2006-ban ugyanezt a területet készültek jelölni világörökségi helyszínnek.
Az azonos nevű világörökségi helyszín területe végül ennél jóval nagyobb lett: 1 272 150 ha. Szélső pontjainak koordinátái:
- északon: 61° 16' 30 (é. sz.), 128° 46′ 20" (k. h.);
- délen: 60° 06′ 30" (é. sz.), 125° 58′ 35" (k. h.);
- nyugaton: 60° 44′  30" (é. sz.), 125° 02′ 00" (k. h.);
- keleten: 61° 13′ 20" (é. sz.), 128° 53′ 00" (k. h.).

A világörökségi helyszín a Léna jobb partján terül el, közigazgatásilag Jakutföld Hangalasszi- és Oljokmai járásához (uluszához) tartozik. A világörökségi nevezési lap szövegében és térképein a bal parti rész (a Szinyaja völgye) nem szerepel.
A park az alacsony Közép-jakut-alföld délnyugati peremén fekszik, mely fokozatosan a csak kissé magasabb, felszabdalt Léna-fennsíkba megy át. Közöttük a határt képező vízválasztók is csak 300 m tengerszint feletti magasságig emelkednek. 
A területet az állandóan fagyott talaj, permafroszt uralja; a fagyott talaj mélysége 100 és 500 méter között változik. A felszínt fagykarsztos mélyedések, fagy-töbrök, illetve különböző méretű jéglencsék: kisebb fagypúpok (tufurok, helyi nevük: bajdzsarak) és nagyobb jégdombok (helyi nevük: bulgunyak) borítják.
A Buotama torkolata közelében félig megkötött- vagy futóhomok kisebb szigetei, úgynevezett tukulanok találhatók. A dűnéket csak ritkás növényzet borítja, hideg északi homoksivatagra emlékeztetnek a park fenyvesei között.

## Éghajlat
Az éghajlat szélsőségesen kontinentális, hosszú, hideg téllel. Az évi középhőmérséklet az alacsonyabban fekvő területeken -10 °C, a magasabbakon -8,8 °С. Az évi abszolút hőingadozás (a legalacsonyabb és a legmagasabb hőmérséklet közötti különbség) rendkívül nagy. Kevés a csapadék, északkeleten éves átlagban 300 mm-nél is kevesebb. Ennek megfelelően a hótakaró északkeleten vékonyabb (éves átlagban 32 cm), délnyugaton vastagabb (41–46 cm).

## Jellemzői
A lénai oszlopok a jobb parton, a Szinyaja torkolatától a folyón lefelé kisebb megszakításokkal 35 km-en át húzódnak. Ám még a park határain jóval túl is találhatók elszigelten álló sziklaszirtek.
Közép-Szibéria mai területének nagy részén a paleozoikum elején, a kora-kambriumban viszonylag sekély, meleg tenger hullámzott. Alján nagy mennyiségű üledék rakódott le, melyből karbonátos kőzetek keletkeztek. Két millió évvel ezelőtt a terület szárazföld volt, ekkor a mészkőre folyóvízi üledék, homok rakódott le. A sziklaoszlopok mai formáját a mintegy 400 ezer évvel ezelőtt kezdődött folyamatok alakították ki: a kéregmozgások következtében a terület megemelkedett, és az így kialakult hatalmas törésekbe folyók vágódtak be. A kiemelkedés és a folyóvölgyek, köztük a Léna mély bevágódása karsztos folyamatokat indított el: a csapadék feloldotta és kimosta a karbonátos kőzeteket; a felszínt a mállás, a szél és a fagy együttes munkája is alakította.
A park több pontján is felszínre bukkanó alsó-kambriumi üledékes kőzetek gyakran fosszíliákat, köztük trilobita és archaeocyatha maradványokat, lenyomatokat tartalmaznak. Az archaeocyathák kezdetleges szervezetek, a Föld ősi zátonyépítő élőlényei voltak. Kambriumi mészkőben jó állapotban megmaradt egyes algafajták (epiphyton) lenyomatait is megtalálták. Az ősmaradványok az élővilágban bekövetkezett kambriumi robbanás helyi bizonyítékai.
A Buotama és a Kuranah folyók vidékén az ősi mamutfauna képviselői: gyapjas mamut (Mammuthus primigenius), gyapjas orrszarvú (Coelodonta antiquitatis), sztyeppei bölény (Bison priscus),  a lófélék családjába tartozó lénai ősló (Equus lenensis) és a rénszarvas (Rangifer tarandus) ősi változatának maradványait tárták fel. Ezek a csontok a késő pleisztocén (65–24 ezer évvel ezelőtt) egyik jégkorszak-közi idejéből származnak.

## Növényvilág
A park a közép-jakutföldi középső tajga övben fekszik, területét világos-tajga uralja. Ennek jellemzője a szibériai vörösfenyő és a dauriai vörösfenyő, mely gyakran erdeifenyővel keveredik. A vízválasztókat sással benőtt vagy árvalányhajas rétek borítják. Foltokban megtalálhatók még a késő pleisztocén sztyepp maradványai, köztük olyan reliktum növényekkel, mint a káposztafélék egyik nemzetségébe tartozó Redowskia sophiifolia, mely kizárólag a Léna középső szakaszának völgyében fordul elő. 
A natúrparkban a szövetes növények 81 családjába tartozó 464 faj fordul elő, közülük 21 ritka és veszélyeztetett növényfaj az oroszországi Vörös Könyvben is szerepel. 

## Állatvilág
A területen 42 féle emlősállat-faj él. A park tipikus ragadozója a barna medve, a kisragadozók közül a hermelin és a coboly. Egyaránt előfordul itt a középső tajga öv tipikus patásállata: a jávorszarvas; a hegyi tajgára jellemző hegyi- vagy vad rénszarvas és szibériai pézsmaszarvas; a Buotama torkolatvidékén pedig a sztyeppen élő szibériai őz. A déli tajga néhány faja, mint az iszubraszarvas vagy a csalitjáró pocok is megtalálható a parkban, itt húzódik elterjedtségük északi határa. Gyakori a havasi nyúl vagy a vízi denevér. 
A tavakban és más nedves élőhelyeken különféle pockok – pézsmapocok, közönséges kószapocok vagy vízipocok, északi pocok – és cickányfélék sokasága él.
A kétéltűeket és a hüllőket szibériai szögletesfogú gőte (Salamandrella keyserlingii), amuri béka (Rana amurensis), elevenszülő gyík és keresztes vipera képviseli.
A park területén 99 fészkelő madárfajt tartanak nyilván. Köztük van többek között a vándorsólyom, az északi sólyom, a fehérfarkú rétisas, a szirti sas, a halászsas, a  hódaru és a kis hattyú (Cygnus bewickii).